# Evropská silnice E44
Evropská silnice E44 je evropskou silnicí 1. třídy. Začíná ve francouzském Le Havre a končí v německém Gießenu. Celá trasa měří 807 kilometrů.

## Trasa
- Francie
  - Le Havre – Amiens – Charleville-Mézières

- Lucembursko
  - Lucemburk

- Německo
  - Trevír – Koblenz – Wetzlar – Gießen

## Galerie

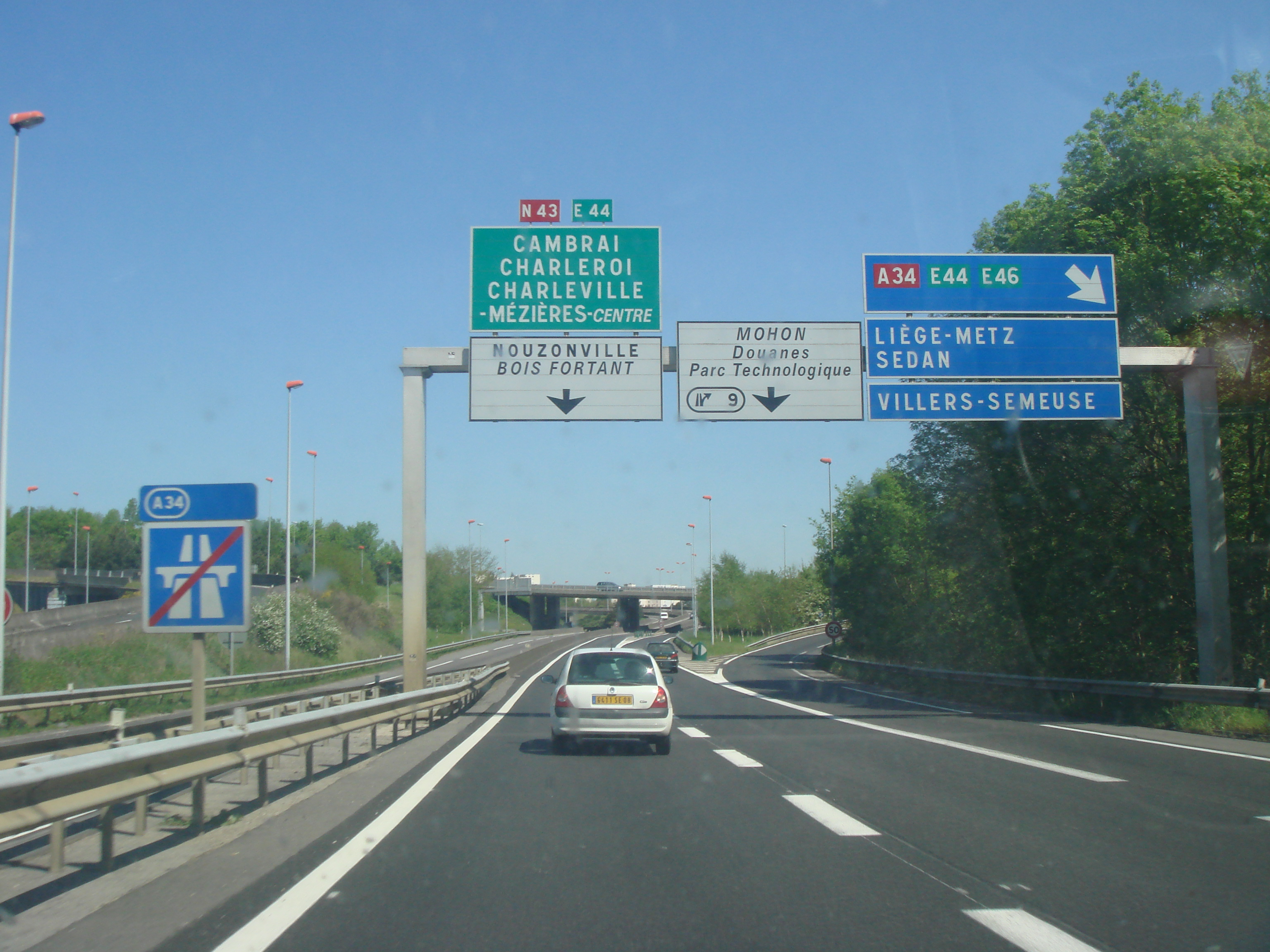
E44 jako francouzská dálnice A34
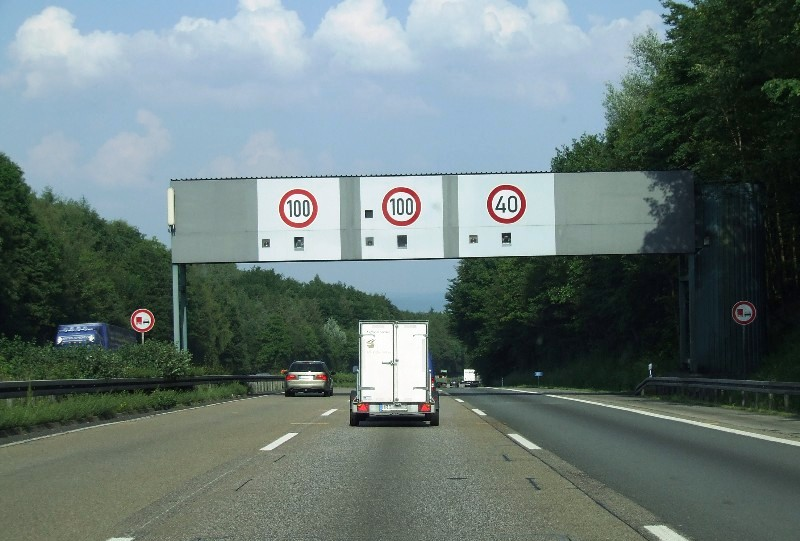
E44 jako německá dálnice A3
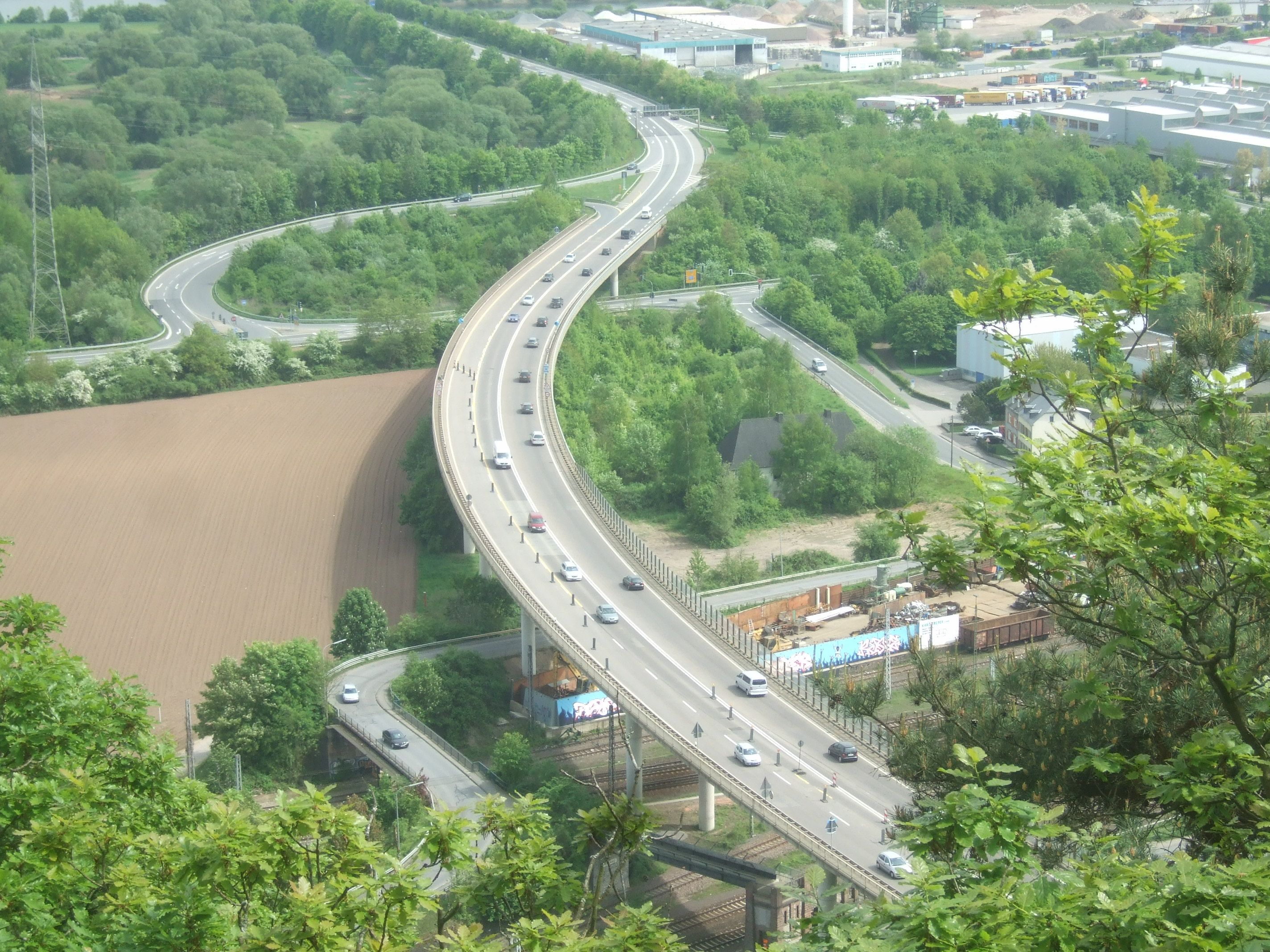
E44 v Trevíru